# Emmanuel Maboang
Emmanuel Maboang Kessack (27 novembre 1968) è un ex calciatore camerunese, di ruolo attaccante.

## Carriera
Dopo un inizio in patria, tra le file del Canon Yaoundé, Maboang giocò in Portogallo, nel Rio Ave, e in Polonia, nel Górnik Zabrze. Sul finire della carriera giocò nel Pelita Jaya, squadra indonesiana famosa per aver avuto tra le sue file campioni del calibro di Mario Kempes, Roger Milla, Pedro Pablo Pasculli.
La sua notorietà è data dal fatto che il calciatore prese parte a ben due edizioni dei Mondiali, nel 1990 in Italia e nel 1994 negli USA, ottenendo, nella prima occasione, i quarti di finale, persi in maniera rocambolesca e molto discussa contro l'Inghilterra.